# Serge (jongensnaam)
Serge is een Franse jongensnaam. De naam is afgeleid van de Latijnse naam Sergius en betekent "dienaar".